# Tour des Flandres 2024
Cet article concerne l'édition masculine de Tour des Flandres. Pour la course féminine, voir Tour des Flandres féminin 2024.
Le Tour des Flandres 2024 est la 108e édition de cette course cycliste masculine sur route. Il a lieu le 31 mars 2024 en Belgique. La course fait partie du calendrier UCI World Tour 2024 en catégorie 1.UWT.

## Présentation

### Parcours

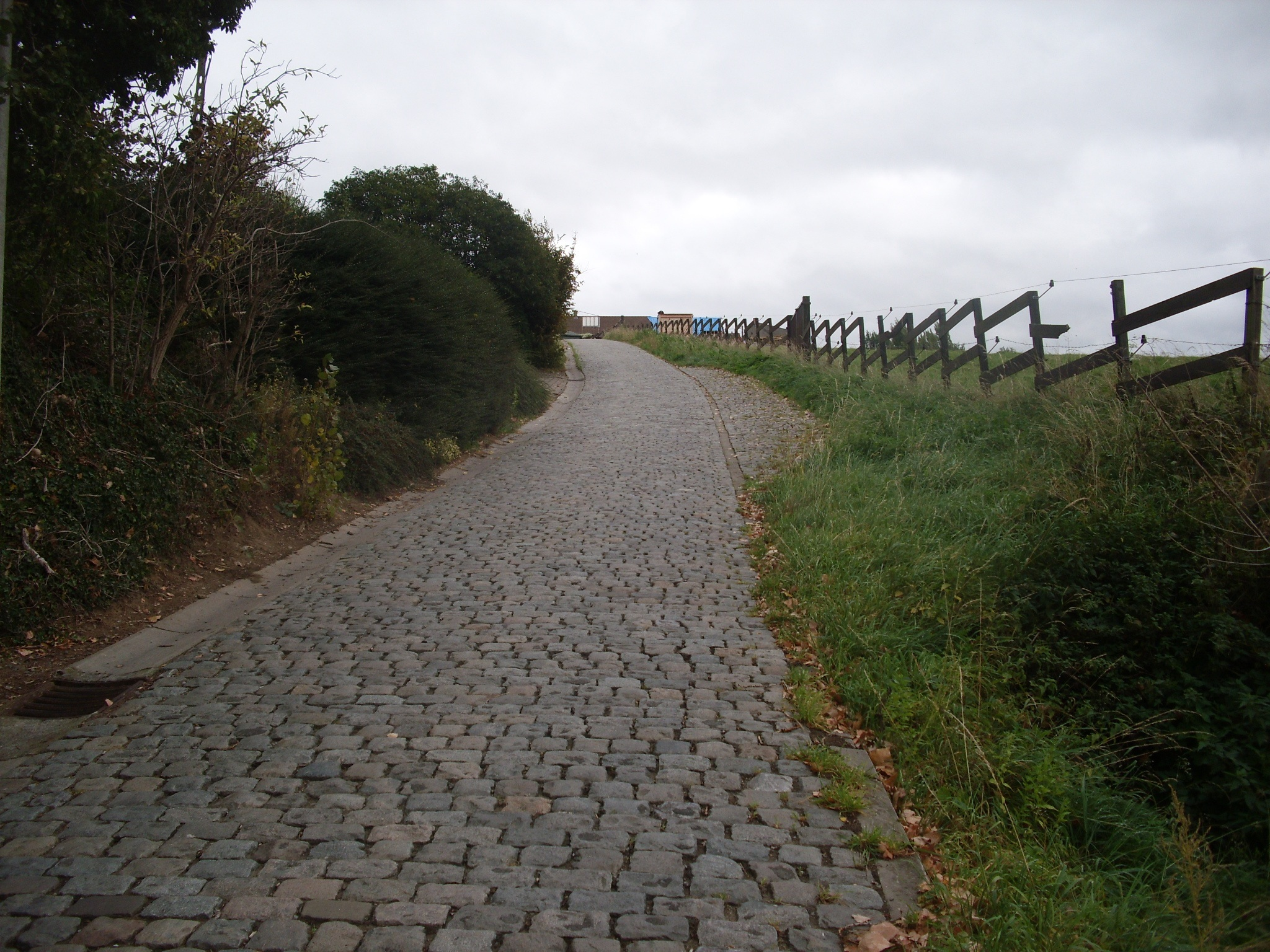
Le Paterberg

Le départ revient à Anvers après une année en partant de Bruges lors de l'édition précédente. L'arrivée est jugée à Audenarde. La distance est de 270,8 km.
17 côtes sont répertoriées dont trois fois le Vieux Quaremont et deux fois le Paterberg:
| Mont | Nom               | Km    | Revêtement | Longueur (m) | Pente moyenne | Pente maxi | Km de l'arrivée |
| ---- | ----------------- | ----- | ---------- | ------------ | ------------- | ---------- | --------------- |
| 1    | Vieux Quaremont   | 136,7 | pavés      | 2 200        | 4 %           | 11,6 %     | 134,1           |
| 2    | Kappelle Berg     | 155,7 | asphalte   | 1 100        | 5,9 %         | 10 %       | 115,1           |
| 3    | Wolvenberg        | 158,9 | asphalte   | 645          | 7,9 %         | 17,3 %     | 111,9           |
| 4    | Molenberg         | 171,3 | pavés      | 463          | 7 %           | 14,2 %     | 99,5            |
| 5    | Marlboroughstraat | 175,3 | asphalte   | 463          | 3 %           | 7 %        | 95,5            |
| 6    | Berendries        | 179,3 | asphalte   | 940          | 7 %           | 12,3 %     | 91,5            |
| 7    | Valkenberg        | 184,7 | asphalte   | 540          | 8,1 %         | 12,8 %     | 86,1            |
| 8    | Berg Ten Houte    | 197,1 | pavés      | 1 100        | 6 %           | 21 %       | 73,7            |
| 9    | Hotond            | 206,6 | asphalte   | 2 700        | 4 %           | 8,5 %      | 64,2            |
| 10   | Vieux Quaremont   | 216,5 | pavés      | 2 200        | 4 %           | 11,6 %     | 54,3            |
| 11   | Paterberg         | 219,9 | pavés      | 360          | 12,9 %        | 20,3 %     | 50,9            |
| 12   | Koppenberg        | 226,2 | pavés      | 600          | 11,6 %        | 22 %       | 44,6            |
| 13   | Steenbeekdries    | 231,6 | pavés      | 1 100        | 3,1 %         | 7,6 %      | 39,2            |
| 14   | Taaienberg        | 234,0 | pavés      | 530          | 6,6 %         | 15,8 %     | 36,8            |
| 15   | Kruisberg         | 244,3 | asphalte   | 2 500        | 5 %           | 9 %        | 26,5            |
| 16   | Vieux Quaremont   | 254,1 | pavés      | 2 200        | 4 %           | 11,6 %     | 16,7            |
| 17   | Paterberg         | 257,6 | pavés      | 360          | 12,9 %        | 20,3 %     | 13,3            |

En plus des traditionnels monts, il y a sept secteurs pavés :

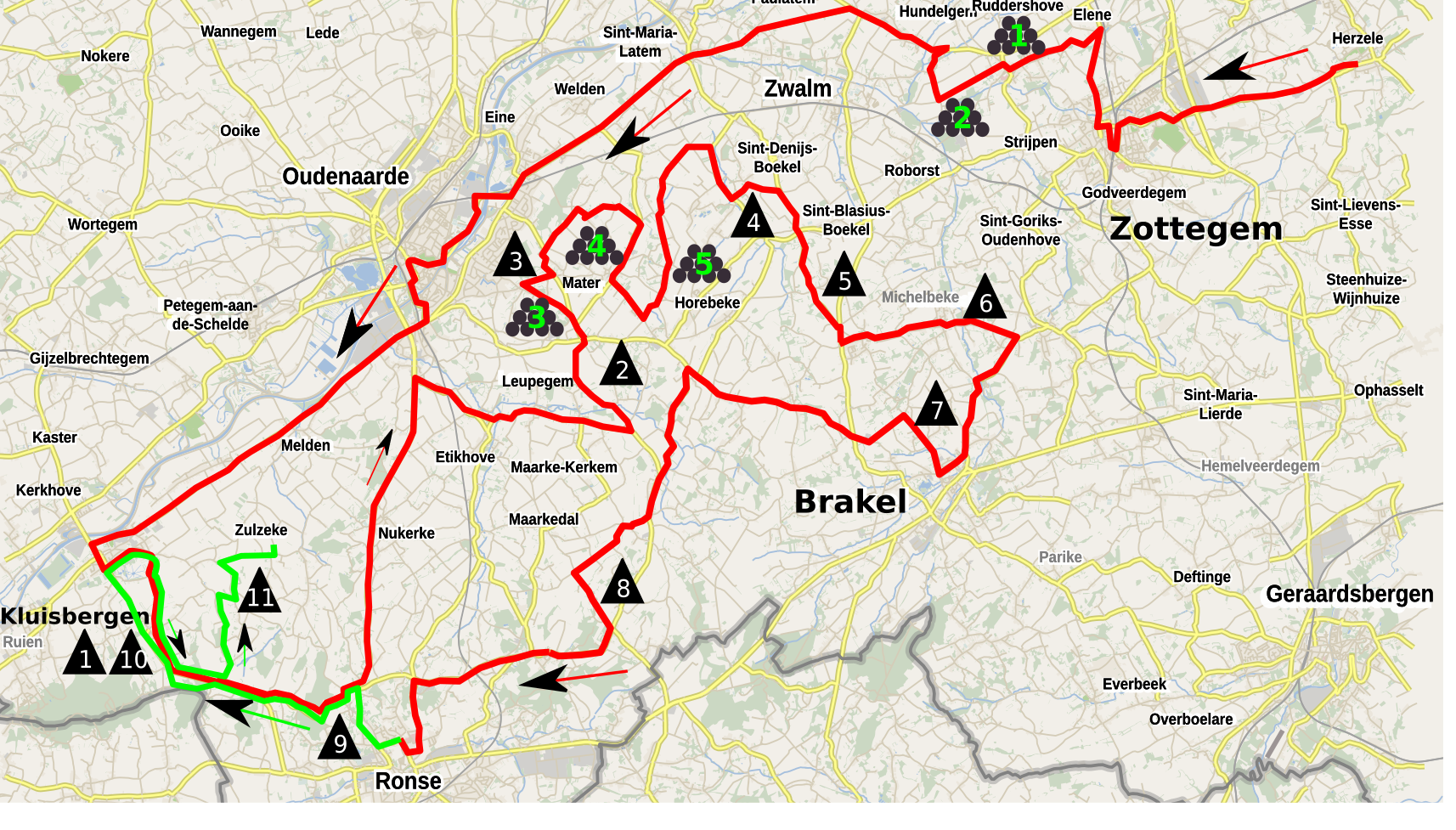
Note: Oudenaarde est le nom néerlandais d'Audenarde et Ronse celui de Renaix
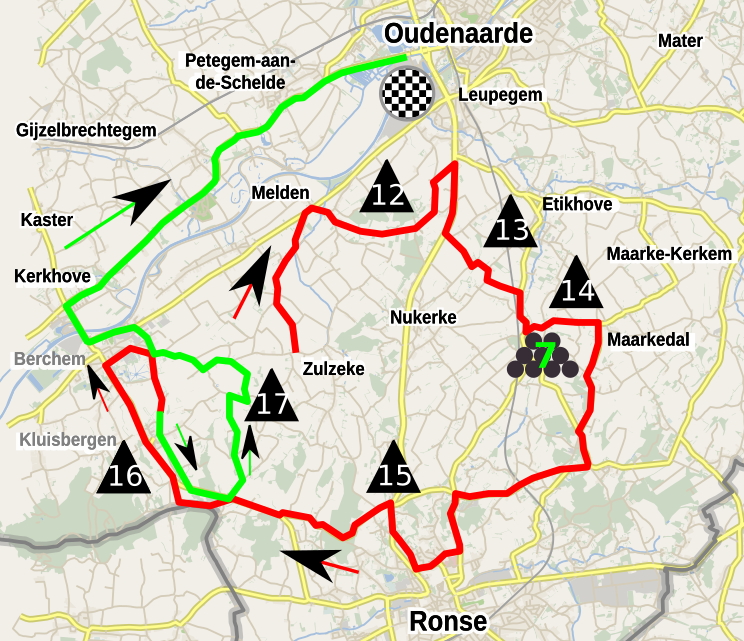

| Secteur | Nom              | Km    | Longueur (m) | Km de l'arrivée |
| ------- | ---------------- | ----- | ------------ | --------------- |
| 1       | Lippenhovestraat | 104,2 | 1 300        | 166,6           |
| 2       | Paddestraat      | 105,6 | 1 500        | 165,2           |
| 3       | Holleweg         | 156,3 | 650          | 114,5           |
| 4       | Kerkgate         | 162,5 | 1 400        | 108,3           |
| 5       | Jagerij          | 165,1 | 800          | 105,7           |
| 6       | Mariaborrestraat | 230,2 | 400          | 40,6            |
| 7       | Stationberg      | 232,1 | 700          | 38,7            |

- - Premier tour de circuit
  - Transition vers le deuxième tour de circuit
Note: Oudenaarde est le nom néerlandais d'Audenarde et Ronse celui de Renaix
- - Deuxième tour de circuit
  - Final

### Équipes
| WorldTeams (18)- Alpecin-Deceuninck - Arkéa-B&B Hotels - Astana Qazaqstan Team - Bahrain Victorious - Bora-Hansgrohe - Cofidis - Decathlon-AG2R La Mondiale - EF Education-EasyPost - Groupama-FDJ - Ineos Grenadiers - Intermarché-Wanty - Lidl-Trek - Movistar Team - Soudal Quick-Step - Team dsm-firmenich PostNL - Team Jayco AlUla - Team Visma \| Lease a Bike - UAE Team Emirates ProTeams (7)- Bingoal WB - Israel-Premier Tech - Lotto Dstny - Q36.5 Pro Cycling Team - Team Flanders-Baloise - Tudor Pro Cycling Team - Uno-X Mobility |
| |

### Favoris
En l'absence de Wout van Aert et, dans une moindre mesure de Jasper Stuyven, tout deux victimes d'une chute leur occasionnant au moins une fracture quatre jours plus tôt sur le parcours d'À travers les Flandres, et vu la non participation de Tadej Pogačar, le grand favori est le champion du monde Mathieu van der Poel, vainqueur de l'E3 Saxo Bank Classic. Son plus rude adversaire pourrait être Mads Pedersen, victorieux à Gand-Wevelgem devant lui, bien que le Danois ait aussi chuté lors d'À travers les Flandres. Les autres  favoris ou outsiders sont Matteo Jorgenson, vainqueur de Paris-Nice et d'À travers les Flandres, Michael Matthews, deuxième de Milan-San Remo, Alberto Bettiol, Tiesj Benoot, Matej Mohorič ou encore Tim Wellens et Stefan Küng, deux coureurs en forme de ce début de saison.

## Déroulement de la course
Après une dizaine de kilomètres de course, une échappée de huit coureurs se forme et compte jusqu'à près de quatre minutes d’avance sur le peloton. Sous l'impulsion de l'équipe Alpecin Deceuninck, les fuyards sont repris à 90 km de l'arrivée. Peu après ce regroupement, Mads Pedersen (Lidl Trek) et Gianni Vermeersch (Alpecin Deceuninck) font la course en tête mais sans créer un écart supérieur à 30 secondes. À 55 km du terme, Pedersen et Vermeersch sont repris lors de la deuxième montée du Vieux Quaremont par l'avant du peloton précédé par le champion du monde Mathieu van der Poel (Alpecin Deceuninck). Après le Vieux Quaremont, un regroupement d'une quarantaine de coureurs s'opère en tête de la course. Ce peloton se scinde et une douzaine d'hommes se retrouvent en tête. 
Avant d’aborder l'ascension du Koppenberg, Iván García Cortina (Movistar) place une attaque et entame la montée avec une vingtaine de secondes d'avance sur dix-sept poursuivants. Il doit toutefois mettre pied à terre à cause d'un ennui technique dans cette côte pavée. Il est dépassé par Mathieu van der Poel qui accélère et se retrouve seul au sommet (45 km de l'arrivée) avec quelques secondes d'avance sur Matteo Jorgenson (Visma Lease a Bike) lui-même suivi un peu plus loin par Mads Pedersen, la plupart des autres coureurs ayant dû mettre pied à terre. Dans un premier temps, Jorgenson semble revenir sur van der Poel mais le champion du monde finit par augmenter constamment son avantage jusqu'à compter près de deux minutes au sommet de la dernière ascension du Vieux Quaremont. Il rejoint Audenarde pour une troisième victoire, devenant le septième recordman de la classique flamande.
Derrière van der Poel, la composition des groupes de chasse se modifie au fil des kilomètres et des montées. Dylan Teuns (Israel Premier Tech) et Alberto Bettiol (EF Education) finissent par constituer un duo de chasse à 28 km du terme. Cependant, ils sont rejoints à quelques mètres de la ligne d'arrivée par un groupe de huit hommes où Luca Mozzato (Arkéa B&B Hotel) passe la ligne devant Michael Matthews (Jayco AlUla), finalement déclassé pour sprint irrégulier au profit de Nils Politt (UAE Emirates) qui est classé troisième.

## Classements

### Classement de la course
| \| Classement général \| Classement général \| Classement général \| Classement général \| Classement général \| \| Coureur \| Coureur \| Pays \| Équipe \| Temps \| \| ------------------ \| -------------------- \| ------------------ \| -------------------------- \| ------------------ \| \| 1er \| Mathieu van der Poel \| Pays-Bas \| Alpecin-Deceuninck \| 6 h 05 min 17 s \| \| 2e \| Luca Mozzato \| Italie \| Arkéa-B&B Hotels \| + 1 min 02 s \| \| 3e \| Nils Politt \| Allemagne \| UAE Team Emirates \| + 1 min 02 s \| \| 4e \| Mikkel Bjerg \| Danemark \| UAE Team Emirates \| + 1 min 02 s \| \| 5e \| António Morgado \| Portugal \| UAE Team Emirates \| + 1 min 02 s \| \| 6e \| Magnus Sheffield \| États-Unis \| Ineos Grenadiers \| + 1 min 02 s \| \| 7e \| Oliver Naesen \| Belgique \| Decathlon-AG2R La Mondiale \| + 1 min 02 s \| \| 8e \| Dylan Teuns \| Belgique \| Israel-Premier Tech \| + 1 min 02 s \| \| 9e \| Alberto Bettiol \| Italie \| EF Education-EasyPost \| + 1 min 02 s \| \| 10e \| Toms Skujiņš \| Lettonie \| Lidl-Trek \| + 1 min 02 s \| \| 11e \| Michael Matthews \| Australie \| Team Jayco AlUla \| + 1 min 02 s \| \| 12e \| Tim Wellens \| Belgique \| UAE Team Emirates \| + 1 min 16 s \| \| 13e \| Riley Sheehan \| États-Unis \| Israel-Premier Tech \| + 2 min 02 s \| \| 14e \| Kamil Małecki \| Pologne \| Q36.5 Pro Cycling Team \| + 2 min 02 s \| \| 15e \| Tiesj Benoot \| Belgique \| Team Visma \\| Lease a Bike \| + 2 min 02 s \| \| 16e \| Valentin Madouas \| France \| Groupama-FDJ \| + 2 min 02 s \| \| 17e \| Joshua Tarling \| Royaume-Uni \| Ineos Grenadiers \| + 2 min 02 s \| \| 18e \| Yves Lampaert \| Belgique \| Soudal Quick-Step \| + 2 min 02 s \| \| 19e \| Matteo Trentin \| Italie \| Tudor Pro Cycling Team \| + 2 min 02 s \| \| 20e \| Max Walscheid \| Allemagne \| Team Jayco AlUla \| + 2 min 41 s \| |                      |             |                            |                 |
| |                      |             |                            |                 |
| Source : ProCyclingStats |                      |             |                            |                 |
| Classement général |                      |             |                            |                 |
| Coureur | Coureur              | Pays        | Équipe                     | Temps           |
| 1er | Mathieu van der Poel | Pays-Bas    | Alpecin-Deceuninck         | 6 h 05 min 17 s |
| 2e | Luca Mozzato         | Italie      | Arkéa-B&B Hotels           | + 1 min 02 s    |
| 3e | Nils Politt          | Allemagne   | UAE Team Emirates          | + 1 min 02 s    |
| 4e | Mikkel Bjerg         | Danemark    | UAE Team Emirates          | + 1 min 02 s    |
| 5e | António Morgado      | Portugal    | UAE Team Emirates          | + 1 min 02 s    |
| 6e | Magnus Sheffield     | États-Unis  | Ineos Grenadiers           | + 1 min 02 s    |
| 7e | Oliver Naesen        | Belgique    | Decathlon-AG2R La Mondiale | + 1 min 02 s    |
| 8e | Dylan Teuns          | Belgique    | Israel-Premier Tech        | + 1 min 02 s    |
| 9e | Alberto Bettiol      | Italie      | EF Education-EasyPost      | + 1 min 02 s    |
| 10e | Toms Skujiņš         | Lettonie    | Lidl-Trek                  | + 1 min 02 s    |
| 11e | Michael Matthews     | Australie   | Team Jayco AlUla           | + 1 min 02 s    |
| 12e | Tim Wellens          | Belgique    | UAE Team Emirates          | + 1 min 16 s    |
| 13e | Riley Sheehan        | États-Unis  | Israel-Premier Tech        | + 2 min 02 s    |
| 14e | Kamil Małecki        | Pologne     | Q36.5 Pro Cycling Team     | + 2 min 02 s    |
| 15e | Tiesj Benoot         | Belgique    | Team Visma \| Lease a Bike | + 2 min 02 s    |
| 16e | Valentin Madouas     | France      | Groupama-FDJ               | + 2 min 02 s    |
| 17e | Joshua Tarling       | Royaume-Uni | Ineos Grenadiers           | + 2 min 02 s    |
| 18e | Yves Lampaert        | Belgique    | Soudal Quick-Step          | + 2 min 02 s    |
| 19e | Matteo Trentin       | Italie      | Tudor Pro Cycling Team     | + 2 min 02 s    |
| 20e | Max Walscheid        | Allemagne   | Team Jayco AlUla           | + 2 min 41 s    |

### Classements UCI
La course attribue des points au Classement mondial UCI 2024 selon le barème suivant :
| Position           | 1er | 2e  | 3e  | 4e  | 5e  | 6e  | 7e  | 8e  | 9e  | 10e | 11e | 12e | 13e | 14e | 15e | 16e à 20e | 21e à 30e | 31e à 50e | 51e à 55e | 56e à 60e |
| Classement général | 800 | 640 | 520 | 440 | 360 | 280 | 240 | 200 | 160 | 135 | 110 | 95  | 85  | 65  | 55  | 50        | 30        | 15        | 10        | 5         |

## Liste des participants
| Légende | Légende                                                                    | Légende | Légende                                                    |
| ------- | -------------------------------------------------------------------------- | ------- | ---------------------------------------------------------- |
| Num     | Dossard de départ porté par le coureur sur ce Tour des Flandres            | Pos     | Position à l'arrivée de la course                          |
|         | Indique un maillot de champion national ou mondial, suivi de sa spécialité | NP      | Indique un coureur qui n'a pas pris le départ de la course |
| AB      | Indique un coureur qui n'a pas terminé la course                           | HD      | Indique un coureur qui a terminé la course hors des délais |
| DSQ     | Indique un coureur qui a été disqualifié de la course                      |         |                                                            |

| Alpecin-Deceuninck ADC | Alpecin-Deceuninck ADC             | Alpecin-Deceuninck ADC |
| ---------------------- | ---------------------------------- | ---------------------- |
| Num                    | Coureur                            | Pos                    |
| 1                      | Mathieu van der Poel (NED) (route) | 1er                    |
| 2                      | Axel Laurance (FRA)                | AB                     |
| 3                      | Oscar Riesebeek (NED)              | AB                     |
| 4                      | Xandro Meurisse (BEL)              | AB                     |
| 5                      | Søren Kragh Andersen (DEN)         | AB                     |
| 6                      | Silvan Dillier (SUI)               | AB                     |
| 7                      | Gianni Vermeersch (BEL)            | 23e                    |

| Intermarché-Wanty IWA | Intermarché-Wanty IWA  | Intermarché-Wanty IWA |
| --------------------- | ---------------------- | --------------------- |
| Num                   | Coureur                | Pos                   |
| 11                    | Biniam Girmay (ERI)    | 59e                   |
| 12                    | Dries De Pooter (BEL)  | 85e                   |
| 13                    | Hugo Page (FRA)        | 51e                   |
| 14                    | Adrien Petit (FRA)     | AB                    |
| 15                    | Laurenz Rex (BEL)      | 21e                   |
| 16                    | Mike Teunissen (NED)   | 25e                   |
| 17                    | Georg Zimmermann (GER) | 61e                   |

| Soudal Quick-Step SOQ | Soudal Quick-Step SOQ    | Soudal Quick-Step SOQ |
| --------------------- | ------------------------ | --------------------- |
| Num                   | Coureur                  | Pos                   |
| 21                    | Julian Alaphilippe (FRA) | 70e                   |
| 22                    | Kasper Asgreen (DEN)     | 47e                   |
| 23                    | Yves Lampaert (BEL)      | 18e                   |
| 24                    | Gianni Moscon (ITA)      | 78e                   |
| 25                    | Tim Merlier (BEL)        | 65e                   |
| 26                    | Casper Pedersen (DEN)    | AB                    |
| 27                    | Bert Van Lerberghe (BEL) | AB                    |

| Team Visma \| Lease a Bike TVL | Team Visma \| Lease a Bike TVL | Team Visma \| Lease a Bike TVL |
| ------------------------------ | ------------------------------ | ------------------------------ |
| Num                            | Coureur                        | Pos                            |
| 31                             | Matteo Jorgenson (USA)         | 31e                            |
| 32                             | Edoardo Affini (ITA)           | 86e                            |
| 33                             | Tiesj Benoot (BEL)             | 15e                            |
| 34                             | Mick van Dijke (NED)           | 42e                            |
| 35                             | Tim van Dijke (NED)            | 30e                            |
| 36                             | Per Strand Hagenes (NOR)       | 40e                            |
| 37                             | Dylan van Baarle (NED) (route) | 83e                            |

| Arkéa-B&B Hotels ARK | Arkéa-B&B Hotels ARK    | Arkéa-B&B Hotels ARK |
| -------------------- | ----------------------- | -------------------- |
| Num                  | Coureur                 | Pos                  |
| 41                   | Florian Sénéchal (FRA)  | 62e                  |
| 42                   | David Dekker (NED)      | AB                   |
| 43                   | Donavan Grondin (FRA)   | AB                   |
| 44                   | Vincenzo Albanese (ITA) | 28e                  |
| 45                   | Daniel McLay (GBR)      | AB                   |
| 46                   | Luca Mozzato (ITA)      | 2e                   |
| 47                   | Miles Scotson (AUS)     | AB                   |

| Astana Qazaqstan Team AST | Astana Qazaqstan Team AST | Astana Qazaqstan Team AST |
| ------------------------- | ------------------------- | ------------------------- |
| Num                       | Coureur                   | Pos                       |
| 51                        | Cees Bol (NED)            | AB                        |
| 52                        | Rüdiger Selig (GER)       | AB                        |
| 53                        | Yevgeniy Fedorov (KAZ)    | AB                        |
| 54                        | Michael Mørkøv (DEN)      | AB                        |
| 55                        | Yevgeniy Gidich (KAZ)     | AB                        |
| 56                        | Dmitriy Gruzdev (KAZ)     | AB                        |
| 57                        | Gleb Syritsa              | AB                        |

| Bahrain Victorious TBV | Bahrain Victorious TBV    | Bahrain Victorious TBV |
| ---------------------- | ------------------------- | ---------------------- |
| Num                    | Coureur                   | Pos                    |
| 61                     | Matej Mohorič (SLO)       | AB                     |
| 62                     | Matevž Govekar (SLO)      | AB                     |
| 63                     | Kamil Gradek (POL)        | AB                     |
| 64                     | Fran Miholjević (CRO)     | AB                     |
| 65                     | Andrea Pasqualon (ITA)    | AB                     |
| 66                     | Fred Wright (GBR) (route) | 50e                    |
| 67                     | Dušan Rajović (SRB)       | AB                     |

| Bora-Hansgrohe BOH | Bora-Hansgrohe BOH   | Bora-Hansgrohe BOH |
| ------------------ | -------------------- | ------------------ |
| Num                | Coureur              | Pos                |
| 71                 | Jordi Meeus (BEL)    | AB                 |
| 72                 | Marco Haller (AUT)   | 33e                |
| 73                 | Emil Herzog (GER)    | 76e                |
| 74                 | Luis-Joe Lührs (GER) | AB                 |
| 75                 | Nico Denz (GER)      | 60e                |
| 76                 | Ryan Mullen (IRL)    | AB                 |
| 77                 | Filip Maciejuk (POL) | 81e                |

| Cofidis COF | Cofidis COF                 | Cofidis COF |
| ----------- | --------------------------- | ----------- |
| Num         | Coureur                     | Pos         |
| 81          | Piet Allegaert (BEL)        | 57e         |
| 82          | Aimé De Gendt (BEL)         | AB          |
| 83          | Nicolas Debeaumarché (FRA)  | AB          |
| 84          | Alexis Gougeard (FRA)       | AB          |
| 85          | Ludovic Robeet (BEL)        | AB          |
| 86          | Alexis Renard (FRA)         | AB          |
| 87          | Stanisław Aniołkowski (POL) | AB          |

| Decathlon-AG2R La Mondiale DAT | Decathlon-AG2R La Mondiale DAT | Decathlon-AG2R La Mondiale DAT |
| ------------------------------ | ------------------------------ | ------------------------------ |
| Num                            | Coureur                        | Pos                            |
| 91                             | Edvald Boasson Hagen (NOR)     | AB                             |
| 92                             | Oliver Naesen (BEL)            | 7e                             |
| 93                             | Dries De Bondt (BEL)           | AB                             |
| 94                             | Sander De Pestel (BEL)         | 79e                            |
| 95                             | Pierre Gautherat (FRA)         | 56e                            |
| 96                             | Damien Touzé (FRA)             | 52e                            |
| 97                             | Bastien Tronchon (FRA)         | 72e                            |

| EF Education-EasyPost EFE | EF Education-EasyPost EFE | EF Education-EasyPost EFE |
| ------------------------- | ------------------------- | ------------------------- |
| Num                       | Coureur                   | Pos                       |
| 101                       | Alberto Bettiol (ITA)     | 9e                        |
| 102                       | Stefan Bissegger (SUI)    | 36e                       |
| 103                       | Owain Doull (GBR)         | 29e                       |
| 104                       | Harry Sweeny (AUS)        | AB                        |
| 105                       | Jonas Rutsch (GER)        | 35e                       |
| 106                       | Marijn van den Berg (NED) | 54e                       |
| 107                       | Michael Valgren (DEN)     | 45e                       |

| Groupama-FDJ GFC | Groupama-FDJ GFC               | Groupama-FDJ GFC |
| ---------------- | ------------------------------ | ---------------- |
| Num              | Coureur                        | Pos              |
| 111              | Stefan Küng (SUI)              | 41e              |
| 112              | Lewis Askey (GBR)              | AB               |
| 113              | Sven Erik Bystrøm (NOR)        | 69e              |
| 114              | Olivier Le Gac (FRA)           | 80e              |
| 115              | Valentin Madouas (FRA) (route) | 16e              |
| 116              | Fabian Lienhard (SUI)          | 63e              |
| 117              | Laurence Pithie (NZL)          | 39e              |

| Ineos Grenadiers IGD | Ineos Grenadiers IGD   | Ineos Grenadiers IGD |
| -------------------- | ---------------------- | -------------------- |
| Num                  | Coureur                | Pos                  |
| 121                  | Laurens De Plus (BEL)  | 71e                  |
| 122                  | Elia Viviani (ITA)     | AB                   |
| 123                  | Magnus Sheffield (USA) | 6e                   |
| 124                  | Connor Swift (GBR)     | 66e                  |
| 125                  | Ben Swift (GBR)        | AB                   |
| 126                  | Joshua Tarling (GBR)   | 17e                  |
| 127                  | Ben Turner (GBR)       | 38e                  |

| Lidl-Trek LTK | Lidl-Trek LTK        | Lidl-Trek LTK |
| ------------- | -------------------- | ------------- |
| Num           | Coureur              | Pos           |
| 131           | Mads Pedersen (DEN)  | 22e           |
| 132           | Tim Declercq (BEL)   | AB            |
| 133           | Daan Hoole (NED)     | 68e           |
| 134           | Jonathan Milan (ITA) | 67e           |
| 135           | Toms Skujiņš (LAT)   | 10e           |
| 136           | Otto Vergaerde (BEL) | 87e           |
| 137           | Edward Theuns (BEL)  | AB            |

| Movistar Team MOV | Movistar Team MOV          | Movistar Team MOV |
| ----------------- | -------------------------- | ----------------- |
| Num               | Coureur                    | Pos               |
| 141               | Oier Lazkano (ESP) (route) | 73e               |
| 142               | Carlos Canal (ESP)         | 77e               |
| 143               | Rémi Cavagna (FRA)         | 75e               |
| 144               | Iván García Cortina (ESP)  | 26e               |
| 145               | Johan Jacobs (SUI)         | AB                |
| 146               | Lorenzo Milesi (ITA)       | AB                |
| 147               | Albert Torres (ESP)        | AB                |

| Team dsm-firmenich PostNL DFP | Team dsm-firmenich PostNL DFP | Team dsm-firmenich PostNL DFP |
| ----------------------------- | ----------------------------- | ----------------------------- |
| Num                           | Coureur                       | Pos                           |
| 151                           | John Degenkolb (GER)          | 37e                           |
| 152                           | Frank van den Broek (NED)     | AB                            |
| 153                           | Pavel Bittner (CZE)           | AB                            |
| 154                           | Patrick Eddy (AUS)            | AB                            |
| 155                           | Nils Eekhoff (NED)            | 49e                           |
| 156                           | Tim Naberman (NED)            | AB                            |
| 157                           | Niklas Märkl (GER)            | AB                            |

| Team Jayco AlUla JAY | Team Jayco AlUla JAY        | Team Jayco AlUla JAY |
| -------------------- | --------------------------- | -------------------- |
| Num                  | Coureur                     | Pos                  |
| 161                  | Michael Matthews (AUS)      | 11e                  |
| 162                  | Luke Durbridge (AUS)        | AB                   |
| 163                  | Amund Grøndahl Jansen (NOR) | AB                   |
| 164                  | Luka Mezgec (SLO)           | AB                   |
| 165                  | Kelland O'Brien (AUS)       | AB                   |
| 166                  | Elmar Reinders (NED)        | AB                   |
| 167                  | Max Walscheid (GER)         | 20e                  |

| UAE Team Emirates UAD | UAE Team Emirates UAD      | UAE Team Emirates UAD |
| --------------------- | -------------------------- | --------------------- |
| Num                   | Coureur                    | Pos                   |
| 171                   | Tim Wellens (BEL)          | 12e                   |
| 172                   | Vegard Stake Laengen (NOR) | AB                    |
| 173                   | Mikkel Bjerg (DEN)         | 4e                    |
| 174                   | Alessandro Covi (ITA)      | AB                    |
| 175                   | Marc Hirschi (SUI) (route) | AB                    |
| 176                   | António Morgado (POR)      | 5e                    |
| 177                   | Nils Politt (GER)          | 3e                    |

| Israel-Premier Tech IPT | Israel-Premier Tech IPT | Israel-Premier Tech IPT |
| ----------------------- | ----------------------- | ----------------------- |
| Num                     | Coureur                 | Pos                     |
| 181                     | Dylan Teuns (BEL)       | 8e                      |
| 182                     | Guillaume Boivin (CAN)  | AB                      |
| 183                     | Hugo Houle (CAN)        | AB                      |
| 184                     | Krists Neilands (LAT)   | 43e                     |
| 185                     | Riley Sheehan (USA)     | 13e                     |
| 186                     | Corbin Strong (NZL)     | 48e                     |
| 187                     | Tom Van Asbroeck (BEL)  | AB                      |

| Lotto Dstny LTD | Lotto Dstny LTD          | Lotto Dstny LTD |
| --------------- | ------------------------ | --------------- |
| Num             | Coureur                  | Pos             |
| 191             | Victor Campenaerts (BEL) | 27e             |
| 192             | Cédric Beullens (BEL)    | 64e             |
| 193             | Jenno Berckmoes (BEL)    | 44e             |
| 194             | Lionel Taminiaux (BEL)   | AB              |
| 195             | Liam Slock (BEL)         | 58e             |
| 196             | Sébastien Grignard (BEL) | AB              |
| 197             | Brent Van Moer (BEL)     | AB              |

| Uno-X Mobility UXM | Uno-X Mobility UXM          | Uno-X Mobility UXM |
| ------------------ | --------------------------- | ------------------ |
| Num                | Coureur                     | Pos                |
| 201                | Alexander Kristoff (NOR)    | 74e                |
| 202                | Jonas Abrahamsen (NOR)      | 32e                |
| 203                | Markus Hoelgaard (NOR)      | AB                 |
| 204                | William Blume Levy (DEN)    | AB                 |
| 205                | Erik Nordsæter Resell (NOR) | AB                 |
| 206                | Rasmus Tiller (NOR)         | 24e                |
| 207                | Søren Wærenskjold (NOR)     | AB                 |

| Bingoal WB BWB | Bingoal WB BWB            | Bingoal WB BWB |
| -------------- | ------------------------- | -------------- |
| Num            | Coureur                   | Pos            |
| 211            | Luca De Meester (BEL)     | AB             |
| 212            | Floris De Tier (BEL)      | AB             |
| 213            | Johan Meens (BEL)         | AB             |
| 214            | Luca Van Boven (BEL)      | 55e            |
| 215            | Loïc Vliegen (BEL)        | AB             |
| 216            | Aaron Van der Beken (BEL) | 82e            |
| 217            | Jelle Vermoote (BEL)      | AB             |

| Q36.5 Pro Cycling Team Q36 | Q36.5 Pro Cycling Team Q36 | Q36.5 Pro Cycling Team Q36 |
| -------------------------- | -------------------------- | -------------------------- |
| Num                        | Coureur                    | Pos                        |
| 221                        | Jannik Steimle (GER)       | 34e                        |
| 222                        | Fabio Christen (SUI)       | 46e                        |
| 223                        | Tom Devriendt (BEL)        | AB                         |
| 224                        | Tobias Ludvigsson (SWE)    | AB                         |
| 225                        | Kamil Małecki (POL)        | 14e                        |
| 226                        | Cyrus Monk (AUS)           | AB                         |
| 227                        | Szymon Sajnok (POL)        | AB                         |

| Team Flanders-Baloise TFB | Team Flanders-Baloise TFB | Team Flanders-Baloise TFB |
| ------------------------- | ------------------------- | ------------------------- |
| Num                       | Coureur                   | Pos                       |
| 231                       | Lars Craps (BEL)          | 53e                       |
| 232                       | Jules Hesters (BEL)       | AB                        |
| 233                       | Dylan Vandenstorme (BEL)  | AB                        |
| 234                       | Yentl Vandevelde (BEL)    | AB                        |
| 235                       | Siebe Deweirdt (BEL)      | AB                        |
| 236                       | Victor Vercouillie (BEL)  | AB                        |
| 237                       | Ward Vanhoof (BEL)        | AB                        |

| Tudor Pro Cycling Team TUD | Tudor Pro Cycling Team TUD     | Tudor Pro Cycling Team TUD |
| -------------------------- | ------------------------------ | -------------------------- |
| Num                        | Coureur                        | Pos                        |
| 241                        | Matteo Trentin (ITA)           | 19e                        |
| 242                        | Sebastian Kolze Changizi (DEN) | AB                         |
| 243                        | Jacob Eriksson (SWE)           | AB                         |
| 244                        | Petr Kelemen (CZE)             | AB                         |
| 245                        | Alexander Krieger (GER)        | 84e                        |
| 246                        | Marius Mayrhofer (GER)         | AB                         |
| 247                        | Rick Pluimers (NED)            | AB                         |

| Alpecin-Deceuninck ADC | Alpecin-Deceuninck ADC             | Alpecin-Deceuninck ADC |
| ---------------------- | ---------------------------------- | ---------------------- |
| Num                    | Coureur                            | Pos                    |
| 1                      | Mathieu van der Poel (NED) (route) | 1er                    |
| 2                      | Axel Laurance (FRA)                | AB                     |
| 3                      | Oscar Riesebeek (NED)              | AB                     |
| 4                      | Xandro Meurisse (BEL)              | AB                     |
| 5                      | Søren Kragh Andersen (DEN)         | AB                     |
| 6                      | Silvan Dillier (SUI)               | AB                     |
| 7                      | Gianni Vermeersch (BEL)            | 23e                    |

| Intermarché-Wanty IWA | Intermarché-Wanty IWA  | Intermarché-Wanty IWA |
| --------------------- | ---------------------- | --------------------- |
| Num                   | Coureur                | Pos                   |
| 11                    | Biniam Girmay (ERI)    | 59e                   |
| 12                    | Dries De Pooter (BEL)  | 85e                   |
| 13                    | Hugo Page (FRA)        | 51e                   |
| 14                    | Adrien Petit (FRA)     | AB                    |
| 15                    | Laurenz Rex (BEL)      | 21e                   |
| 16                    | Mike Teunissen (NED)   | 25e                   |
| 17                    | Georg Zimmermann (GER) | 61e                   |

| Soudal Quick-Step SOQ | Soudal Quick-Step SOQ    | Soudal Quick-Step SOQ |
| --------------------- | ------------------------ | --------------------- |
| Num                   | Coureur                  | Pos                   |
| 21                    | Julian Alaphilippe (FRA) | 70e                   |
| 22                    | Kasper Asgreen (DEN)     | 47e                   |
| 23                    | Yves Lampaert (BEL)      | 18e                   |
| 24                    | Gianni Moscon (ITA)      | 78e                   |
| 25                    | Tim Merlier (BEL)        | 65e                   |
| 26                    | Casper Pedersen (DEN)    | AB                    |
| 27                    | Bert Van Lerberghe (BEL) | AB                    |

| Team Visma \| Lease a Bike TVL | Team Visma \| Lease a Bike TVL | Team Visma \| Lease a Bike TVL |
| ------------------------------ | ------------------------------ | ------------------------------ |
| Num                            | Coureur                        | Pos                            |
| 31                             | Matteo Jorgenson (USA)         | 31e                            |
| 32                             | Edoardo Affini (ITA)           | 86e                            |
| 33                             | Tiesj Benoot (BEL)             | 15e                            |
| 34                             | Mick van Dijke (NED)           | 42e                            |
| 35                             | Tim van Dijke (NED)            | 30e                            |
| 36                             | Per Strand Hagenes (NOR)       | 40e                            |
| 37                             | Dylan van Baarle (NED) (route) | 83e                            |

| Arkéa-B&B Hotels ARK | Arkéa-B&B Hotels ARK    | Arkéa-B&B Hotels ARK |
| -------------------- | ----------------------- | -------------------- |
| Num                  | Coureur                 | Pos                  |
| 41                   | Florian Sénéchal (FRA)  | 62e                  |
| 42                   | David Dekker (NED)      | AB                   |
| 43                   | Donavan Grondin (FRA)   | AB                   |
| 44                   | Vincenzo Albanese (ITA) | 28e                  |
| 45                   | Daniel McLay (GBR)      | AB                   |
| 46                   | Luca Mozzato (ITA)      | 2e                   |
| 47                   | Miles Scotson (AUS)     | AB                   |

| Astana Qazaqstan Team AST | Astana Qazaqstan Team AST | Astana Qazaqstan Team AST |
| ------------------------- | ------------------------- | ------------------------- |
| Num                       | Coureur                   | Pos                       |
| 51                        | Cees Bol (NED)            | AB                        |
| 52                        | Rüdiger Selig (GER)       | AB                        |
| 53                        | Yevgeniy Fedorov (KAZ)    | AB                        |
| 54                        | Michael Mørkøv (DEN)      | AB                        |
| 55                        | Yevgeniy Gidich (KAZ)     | AB                        |
| 56                        | Dmitriy Gruzdev (KAZ)     | AB                        |
| 57                        | Gleb Syritsa              | AB                        |

| Bahrain Victorious TBV | Bahrain Victorious TBV    | Bahrain Victorious TBV |
| ---------------------- | ------------------------- | ---------------------- |
| Num                    | Coureur                   | Pos                    |
| 61                     | Matej Mohorič (SLO)       | AB                     |
| 62                     | Matevž Govekar (SLO)      | AB                     |
| 63                     | Kamil Gradek (POL)        | AB                     |
| 64                     | Fran Miholjević (CRO)     | AB                     |
| 65                     | Andrea Pasqualon (ITA)    | AB                     |
| 66                     | Fred Wright (GBR) (route) | 50e                    |
| 67                     | Dušan Rajović (SRB)       | AB                     |

| Bora-Hansgrohe BOH | Bora-Hansgrohe BOH   | Bora-Hansgrohe BOH |
| ------------------ | -------------------- | ------------------ |
| Num                | Coureur              | Pos                |
| 71                 | Jordi Meeus (BEL)    | AB                 |
| 72                 | Marco Haller (AUT)   | 33e                |
| 73                 | Emil Herzog (GER)    | 76e                |
| 74                 | Luis-Joe Lührs (GER) | AB                 |
| 75                 | Nico Denz (GER)      | 60e                |
| 76                 | Ryan Mullen (IRL)    | AB                 |
| 77                 | Filip Maciejuk (POL) | 81e                |

| Cofidis COF | Cofidis COF                 | Cofidis COF |
| ----------- | --------------------------- | ----------- |
| Num         | Coureur                     | Pos         |
| 81          | Piet Allegaert (BEL)        | 57e         |
| 82          | Aimé De Gendt (BEL)         | AB          |
| 83          | Nicolas Debeaumarché (FRA)  | AB          |
| 84          | Alexis Gougeard (FRA)       | AB          |
| 85          | Ludovic Robeet (BEL)        | AB          |
| 86          | Alexis Renard (FRA)         | AB          |
| 87          | Stanisław Aniołkowski (POL) | AB          |

| Decathlon-AG2R La Mondiale DAT | Decathlon-AG2R La Mondiale DAT | Decathlon-AG2R La Mondiale DAT |
| ------------------------------ | ------------------------------ | ------------------------------ |
| Num                            | Coureur                        | Pos                            |
| 91                             | Edvald Boasson Hagen (NOR)     | AB                             |
| 92                             | Oliver Naesen (BEL)            | 7e                             |
| 93                             | Dries De Bondt (BEL)           | AB                             |
| 94                             | Sander De Pestel (BEL)         | 79e                            |
| 95                             | Pierre Gautherat (FRA)         | 56e                            |
| 96                             | Damien Touzé (FRA)             | 52e                            |
| 97                             | Bastien Tronchon (FRA)         | 72e                            |

| EF Education-EasyPost EFE | EF Education-EasyPost EFE | EF Education-EasyPost EFE |
| ------------------------- | ------------------------- | ------------------------- |
| Num                       | Coureur                   | Pos                       |
| 101                       | Alberto Bettiol (ITA)     | 9e                        |
| 102                       | Stefan Bissegger (SUI)    | 36e                       |
| 103                       | Owain Doull (GBR)         | 29e                       |
| 104                       | Harry Sweeny (AUS)        | AB                        |
| 105                       | Jonas Rutsch (GER)        | 35e                       |
| 106                       | Marijn van den Berg (NED) | 54e                       |
| 107                       | Michael Valgren (DEN)     | 45e                       |

| Groupama-FDJ GFC | Groupama-FDJ GFC               | Groupama-FDJ GFC |
| ---------------- | ------------------------------ | ---------------- |
| Num              | Coureur                        | Pos              |
| 111              | Stefan Küng (SUI)              | 41e              |
| 112              | Lewis Askey (GBR)              | AB               |
| 113              | Sven Erik Bystrøm (NOR)        | 69e              |
| 114              | Olivier Le Gac (FRA)           | 80e              |
| 115              | Valentin Madouas (FRA) (route) | 16e              |
| 116              | Fabian Lienhard (SUI)          | 63e              |
| 117              | Laurence Pithie (NZL)          | 39e              |

| Ineos Grenadiers IGD | Ineos Grenadiers IGD   | Ineos Grenadiers IGD |
| -------------------- | ---------------------- | -------------------- |
| Num                  | Coureur                | Pos                  |
| 121                  | Laurens De Plus (BEL)  | 71e                  |
| 122                  | Elia Viviani (ITA)     | AB                   |
| 123                  | Magnus Sheffield (USA) | 6e                   |
| 124                  | Connor Swift (GBR)     | 66e                  |
| 125                  | Ben Swift (GBR)        | AB                   |
| 126                  | Joshua Tarling (GBR)   | 17e                  |
| 127                  | Ben Turner (GBR)       | 38e                  |

| Lidl-Trek LTK | Lidl-Trek LTK        | Lidl-Trek LTK |
| ------------- | -------------------- | ------------- |
| Num           | Coureur              | Pos           |
| 131           | Mads Pedersen (DEN)  | 22e           |
| 132           | Tim Declercq (BEL)   | AB            |
| 133           | Daan Hoole (NED)     | 68e           |
| 134           | Jonathan Milan (ITA) | 67e           |
| 135           | Toms Skujiņš (LAT)   | 10e           |
| 136           | Otto Vergaerde (BEL) | 87e           |
| 137           | Edward Theuns (BEL)  | AB            |

| Movistar Team MOV | Movistar Team MOV          | Movistar Team MOV |
| ----------------- | -------------------------- | ----------------- |
| Num               | Coureur                    | Pos               |
| 141               | Oier Lazkano (ESP) (route) | 73e               |
| 142               | Carlos Canal (ESP)         | 77e               |
| 143               | Rémi Cavagna (FRA)         | 75e               |
| 144               | Iván García Cortina (ESP)  | 26e               |
| 145               | Johan Jacobs (SUI)         | AB                |
| 146               | Lorenzo Milesi (ITA)       | AB                |
| 147               | Albert Torres (ESP)        | AB                |

| Team dsm-firmenich PostNL DFP | Team dsm-firmenich PostNL DFP | Team dsm-firmenich PostNL DFP |
| ----------------------------- | ----------------------------- | ----------------------------- |
| Num                           | Coureur                       | Pos                           |
| 151                           | John Degenkolb (GER)          | 37e                           |
| 152                           | Frank van den Broek (NED)     | AB                            |
| 153                           | Pavel Bittner (CZE)           | AB                            |
| 154                           | Patrick Eddy (AUS)            | AB                            |
| 155                           | Nils Eekhoff (NED)            | 49e                           |
| 156                           | Tim Naberman (NED)            | AB                            |
| 157                           | Niklas Märkl (GER)            | AB                            |

| Team Jayco AlUla JAY | Team Jayco AlUla JAY        | Team Jayco AlUla JAY |
| -------------------- | --------------------------- | -------------------- |
| Num                  | Coureur                     | Pos                  |
| 161                  | Michael Matthews (AUS)      | 11e                  |
| 162                  | Luke Durbridge (AUS)        | AB                   |
| 163                  | Amund Grøndahl Jansen (NOR) | AB                   |
| 164                  | Luka Mezgec (SLO)           | AB                   |
| 165                  | Kelland O'Brien (AUS)       | AB                   |
| 166                  | Elmar Reinders (NED)        | AB                   |
| 167                  | Max Walscheid (GER)         | 20e                  |

| UAE Team Emirates UAD | UAE Team Emirates UAD      | UAE Team Emirates UAD |
| --------------------- | -------------------------- | --------------------- |
| Num                   | Coureur                    | Pos                   |
| 171                   | Tim Wellens (BEL)          | 12e                   |
| 172                   | Vegard Stake Laengen (NOR) | AB                    |
| 173                   | Mikkel Bjerg (DEN)         | 4e                    |
| 174                   | Alessandro Covi (ITA)      | AB                    |
| 175                   | Marc Hirschi (SUI) (route) | AB                    |
| 176                   | António Morgado (POR)      | 5e                    |
| 177                   | Nils Politt (GER)          | 3e                    |

| Israel-Premier Tech IPT | Israel-Premier Tech IPT | Israel-Premier Tech IPT |
| ----------------------- | ----------------------- | ----------------------- |
| Num                     | Coureur                 | Pos                     |
| 181                     | Dylan Teuns (BEL)       | 8e                      |
| 182                     | Guillaume Boivin (CAN)  | AB                      |
| 183                     | Hugo Houle (CAN)        | AB                      |
| 184                     | Krists Neilands (LAT)   | 43e                     |
| 185                     | Riley Sheehan (USA)     | 13e                     |
| 186                     | Corbin Strong (NZL)     | 48e                     |
| 187                     | Tom Van Asbroeck (BEL)  | AB                      |

| Lotto Dstny LTD | Lotto Dstny LTD          | Lotto Dstny LTD |
| --------------- | ------------------------ | --------------- |
| Num             | Coureur                  | Pos             |
| 191             | Victor Campenaerts (BEL) | 27e             |
| 192             | Cédric Beullens (BEL)    | 64e             |
| 193             | Jenno Berckmoes (BEL)    | 44e             |
| 194             | Lionel Taminiaux (BEL)   | AB              |
| 195             | Liam Slock (BEL)         | 58e             |
| 196             | Sébastien Grignard (BEL) | AB              |
| 197             | Brent Van Moer (BEL)     | AB              |

| Uno-X Mobility UXM | Uno-X Mobility UXM          | Uno-X Mobility UXM |
| ------------------ | --------------------------- | ------------------ |
| Num                | Coureur                     | Pos                |
| 201                | Alexander Kristoff (NOR)    | 74e                |
| 202                | Jonas Abrahamsen (NOR)      | 32e                |
| 203                | Markus Hoelgaard (NOR)      | AB                 |
| 204                | William Blume Levy (DEN)    | AB                 |
| 205                | Erik Nordsæter Resell (NOR) | AB                 |
| 206                | Rasmus Tiller (NOR)         | 24e                |
| 207                | Søren Wærenskjold (NOR)     | AB                 |

| Bingoal WB BWB | Bingoal WB BWB            | Bingoal WB BWB |
| -------------- | ------------------------- | -------------- |
| Num            | Coureur                   | Pos            |
| 211            | Luca De Meester (BEL)     | AB             |
| 212            | Floris De Tier (BEL)      | AB             |
| 213            | Johan Meens (BEL)         | AB             |
| 214            | Luca Van Boven (BEL)      | 55e            |
| 215            | Loïc Vliegen (BEL)        | AB             |
| 216            | Aaron Van der Beken (BEL) | 82e            |
| 217            | Jelle Vermoote (BEL)      | AB             |

| Q36.5 Pro Cycling Team Q36 | Q36.5 Pro Cycling Team Q36 | Q36.5 Pro Cycling Team Q36 |
| -------------------------- | -------------------------- | -------------------------- |
| Num                        | Coureur                    | Pos                        |
| 221                        | Jannik Steimle (GER)       | 34e                        |
| 222                        | Fabio Christen (SUI)       | 46e                        |
| 223                        | Tom Devriendt (BEL)        | AB                         |
| 224                        | Tobias Ludvigsson (SWE)    | AB                         |
| 225                        | Kamil Małecki (POL)        | 14e                        |
| 226                        | Cyrus Monk (AUS)           | AB                         |
| 227                        | Szymon Sajnok (POL)        | AB                         |

| Team Flanders-Baloise TFB | Team Flanders-Baloise TFB | Team Flanders-Baloise TFB |
| ------------------------- | ------------------------- | ------------------------- |
| Num                       | Coureur                   | Pos                       |
| 231                       | Lars Craps (BEL)          | 53e                       |
| 232                       | Jules Hesters (BEL)       | AB                        |
| 233                       | Dylan Vandenstorme (BEL)  | AB                        |
| 234                       | Yentl Vandevelde (BEL)    | AB                        |
| 235                       | Siebe Deweirdt (BEL)      | AB                        |
| 236                       | Victor Vercouillie (BEL)  | AB                        |
| 237                       | Ward Vanhoof (BEL)        | AB                        |

| Tudor Pro Cycling Team TUD | Tudor Pro Cycling Team TUD     | Tudor Pro Cycling Team TUD |
| -------------------------- | ------------------------------ | -------------------------- |
| Num                        | Coureur                        | Pos                        |
| 241                        | Matteo Trentin (ITA)           | 19e                        |
| 242                        | Sebastian Kolze Changizi (DEN) | AB                         |
| 243                        | Jacob Eriksson (SWE)           | AB                         |
| 244                        | Petr Kelemen (CZE)             | AB                         |
| 245                        | Alexander Krieger (GER)        | 84e                        |
| 246                        | Marius Mayrhofer (GER)         | AB                         |
| 247                        | Rick Pluimers (NED)            | AB                         |